# جو روبرتس

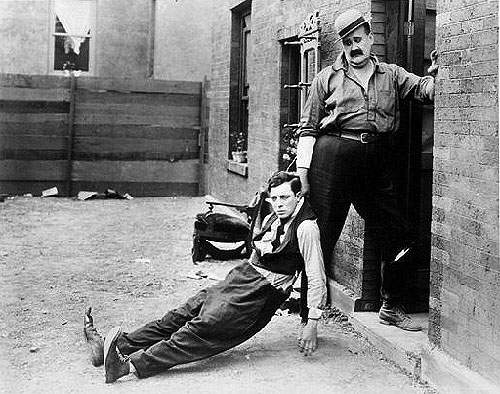
چو روبرتس وباستر كيتون في فيلم جيران سنة (1920)

چو روبرتس (بالإنجليزية: Joe Roberts)‏ (2 فبراير 1871 - 28 أكتوبر 1923)، ممثل كوميدي أمريكي، ظهر في 18 فيلم صامت من أفلام باستر كيتون منهم 16 فيلم قصير وفيلمان طويلان خلال أوائل العشرينات من القرن العشرين.

## وصلات خارجية
- جو روبرتس على موقع IMDb (الإنجليزية)
- جو روبرتس على موقع أول موفي (الإنجليزية)
- جو روبرتس على موقع قاعدة بيانات الأفلام السويدية (السويدية)
- جو روبرتس على موقع قاعدة بيانات الفيلم (الإنجليزية)
- Joe Roberts at نيويورك تايمز Online
- Joe Roberts at the Actors' Colony in Muskegon, MI